# Миникомпютър
Миникомпютър е многопотребителски компютър, способен да обслужва едновременната работа на 10 и повече потребители. Известен също галено като mini, този клас компютри се развива в средата на 60-те години и струва много по-евтино от мейнфрейм  и компютрите със среден размер, произвеждани по това време от IBM и нейните конкуренти.

## В България
Първият миникомпютър в България е внесен в ЗИТ като част от технологично оборудване. Това е PDP 8 I на фирмата DEC, но за модел на последвалите български разработки служи по-съвременният модел PDP 8L. Разработката е показана на Пловдивския панаир през 1974 г. под името ИЗОТ 0310 и получава златен медал
.